# Apanteles laspeyresiella
Apanteles laspeyresiella är en stekelart som beskrevs av Papp 1972. Apanteles laspeyresiella ingår i släktet Apanteles och familjen bracksteklar. Inga underarter finns listade i Catalogue of Life.